# 爆走!男のメルヘン街道
「爆走!男のメルヘン街道」（ばくそうおとこのメルヘンかいどう、略称「オトメル」）は主に週刊ヤングジャンプ増刊『漫革』（集英社、不定期刊行、現在休刊）28号（2002年6月30日発売）から50号（2006年1月12日発売）までの約3年半連載されていた、プロアマ混合の漫画大喜利企画。副題は「部室より愛をこめて」。

## 概要
編集部が出すお題に対して、複数の漫画家が1ページの漫画で答えていく。

### 構成

#### トビラ
本企画の最初のページ。「扉」と漢字で表記する場合もある。ページ上部にタイトルロゴと通算回数が書かれる。回数はローマ数字で表示される。トビラでは「出場選手一覧」として参加者の自画像が並ぶ。トビラにおいても各参加者に対してお題が出される場合が多い。トビラ絵の作画は施川ユウキ（第V回、第VII回、第VIII回、第XII回、第XIV回、第XXIV回）、田中ガス（第XV回）が担当。

#### 本編
ページの柱にお題が提示され、参加者が答えていく。ひとつのお題に対し1ページを使って回答する。コマ割りをどうするかは回答者の裁量。毎回全4題が出題される。最後のお題では見開きの2ページに回答者全員の回答を布置する。お題は「第(1)死合い」というふうに数える。「下ネタ万博2005!」など、お題は青年誌ということもあってか性に関するものが多い。漫画家達の回答も同様。石垣健冶や菊嶋高志朗らは当初「オトメルJr.」という位置づけだった。第Ⅷ回以降は施川ユウキがお題提供（第XVI回除く）。

#### 柱
お題が書かれていない柱（コマ枠外の側部）に、そのページを担う回答者の近況報告や新刊紹介などが書かれる。第V回以降は、枠外下部の柱で施川ユウキが問答形式の一言ネタを描いた（第IV回以前に枠外下部での柱ネタはあったが作者は明示されていない）。

## 参加者
多くの回において、和田ラヂヲ、亜太川ふみひろ、漫☆画太郎、川口憲吾、石垣健冶、菊嶋高志朗、佐藤まさき、菅原県、石原まこちんが参加した。また、中川いさみ、あらかわりょおいち、おおひなたごう、なにわ小吉、田中ガス、ぺそ助も何度か参加した。その他、読者投稿が採用されたり（第V回、第VI回）吉本興業所属芸人が参加（第XVI回）したこともある。

## 開催号
『漫革』のほか、『ヤングジャンプ』本誌2002年48号、2003年21+22号、49号にも掲載（2003年49号は特別編）。『漫革』33号では掲載されなかった。『漫革』45以降のナンバリングは開催回数のカウントが前後しているため誤りであると思われる。
- 第I回 漫革28号（2002年8月5日号）発売：2002年6月30日
- 第II回 漫革29号（2002年9月25日号）発売：2002年8月19日
- 第III回 本誌48号（2002年11月17日号）発売：2002年10月31日
- 第IV回 漫革30号（2002年12月25日号）発売：2002年11月19日
- 第V回 漫革31号（2003年2月25日号）発売：2003年1月17日
- 第VI回 漫革32号（2003年5月1日号）発売：2003年3月25日
- 第VII回 本誌21+22号(2003年5月15日号）発売：2003年4月24日
- 第VIII回 漫革34号（2003年8月15日号）発売：2003年7月8日
- 第IX回 漫革35号（2003年9月25日号）発売：2003年8月18日
- 特別編 本誌49号（2003年11月20日号）発売：2003年11月6日
- 第X回 漫革36号（2003年12月25日号）発売：2003年11月18日
- 第XI回 漫革37号（2004年2月25日号）発売：2004年1月15日
- 第XII回 漫革38号（2004年4月20日号）発売：2004年3月16日
- 第XIII回 漫革39号（2004年6月5日号）発売：2004年4月28日
- 第XIV回 漫革40号（2004年8月10日号）発売：2004年7月6日
- 第XV回 漫革41号（2004年9月25日号）発売：2004年8月19日
- 第XVI回 漫革42号（2004年11月20日号）発売：2004年10月12日
- 第XVII回 漫革43号（2005年1月15日号）発売：2004年12月7日
- 第XVIII回 漫革44号（2005年2月20日号）発売：2005年1月13日
- 第XXI回 漫革45号（2005年6月15日号）発売：2005年5月6日
- 第XX回 漫革46号（2005年8月15日号）発売：2005年7月5日
- 第XXIII回 漫革47号（2005年9月20日号）発売：2005年8月11日
- 第XXIV回 漫革48号（2005年12月1日号）発売：2005年10月25日
- 第XXV回 漫革49号（2006年1月20日号）発売：2005年12月13日
- 第XXVI回 漫革50号（2006年2月20日号）発売：2006年1月12日

### 特別編
『ヤングジャンプ』本誌2003年49号（2003年11月6日発売）において、髙橋ツトム『スカイハイ』の劇場化を記念し「爆走!男のメルヘン街道〈スカイハイ特別編〉」という企画が掲載された。
参加者はおおひなたごう、和田ラヂヲ、菊嶋高志朗、亜太川ふみひろ、佐藤まさき、川口憲吾、施川ユウキ、漫☆画太郎。各参加者が『スカイハイ』のパロディ漫画を1ページで描く。原作者髙橋ツトム公認の企画。

## 総合1位
毎回、アンケートを行なっていた。各お題ごとに最も面白かった作品を投票してもらい総合1位を決める。総合1位を獲った作家には「一抹の不安」「既視感」「うなぎのたれ」などが編集部から進呈される。しかし最初期を除き総合1位をどの作家が獲得したのか、どう表彰されたのか等が紙上にて特に明示されはしない。